# Asmus Julius Thomsen
Pour les articles homonymes, voir Thomsen.
Asmus Julius Thomas Thomsen, né le 7 juillet 1815 à Esgrus dans le Schleswig méridional, alors territoire danois, et mort le 3 février 1896 à Kappeln, (Allemagne) est un médecin danois, à qui l'on doit la première description d'une maladie musculaire génétique, la myotonie congénitale, à partir de sa propre observation clinique et de celle des membres de sa famille.

## Biographie
Il fréquente dans son enfance l'école de la cathédrale de Schleswig. En 1834, il commence études de médecine à Kiel et les poursuit à l'université de Copenhague et à l'université de Berlin. En 1853, il s'installe à Kappeln où il devint médecin de district (Kreisphysicus) et conseiller médical (Sanitätsrat). 
Souffrant, comme trois de ses fils, de faiblesse et de crampes musculaires, Thomsen réalise qu'il s'agit d'une maladie héréditaire qu'il est capable de retracer dans sa famille sur six générations, en retrouvant plus de 20 cas. Le motif qui le fait remonter aux racines de cette maladie, c'est que son plus jeune fils est accusé d'être un simulateur pour éviter le service militaire. Il  faudra près de deux mois aux autorités  pour reconnaître que ce fils est réellement atteint d'une maladie musculaire. La dénomination de la maladie par le nom de Thomsen est proposée en 1883 par Carl Westphal. 
En dehors de son travail de médecin, Thomsen montre un grand intérêt pour la littérature. Dans ses moments de loisir, il compose des poèmes et des chants patriotiques. Certains de ses poèmes ont été mis en musique par Heinrich Marschner. Il traduit aussi en allemand des auteurs danois, notamment Hans Christian Andersen.